# Rebeca Uribe Bone
Pour les articles homonymes, voir Bone.
Rebeca Uribe Bone, née le 7 juillet 1917 à Guatemala, morte le 8 mai 2017 à Bilbao, est une ingénieure chimiste colombienne.
Elle est la première femme à obtenir un diplôme d'ingénieur en Colombie. Diplômée ingénieure chimiste, elle est aussi la première femme à obtenir un diplôme en génie chimique de l'Université pontificale bolivarienne de Medellin.

## Biographie

### Jeunesse
Rebeca Uribe Bone naît à Guatemala le 7 juillet 1917. Sa mère est María Teresa Bone Romero, une Guatémaltèque d'origine anglaise et son père est Guillermo Uribe Echevarría, un comptable espagnol d'origine basque.
Son père Guillermo Uribe a quitté le Pays basque et s'installe au Guatemala, où il rencontre et épouse Maria Teresa Bone. Après la naissance de six enfants, ils quittent le Guatemala en 1928 pour la Colombie, ils s'y installent à Medellín et ont deux autres enfants. Les parents sont libéraux et encouragent leurs filles à étudier et à exercer une profession. Finalement, deux filles deviendront ingénieurs : Rebeca, ingénieure chimiste ; Guillermina, ingénieure civile ; Helena deviendra médecin. Leurs frères deviendront pilote, avocat et architecte,.

### Formation
Rebeca Uribe Bone accomplit ses études secondaires à l'Instituto Central de la Mujer (Institut central de la femme) de Medellín. À l’époque, l'université n'ouvre ses portes qu'à des femmes hautement qualifiées, et Rebeca Uribe a la chance d'avoir de très bons mathématiciens et chimistes comme professeurs. Cela l'incite à choisir le génie chimique comme filière universitaire. Ses parents acceptent cette idée et l’encouragent à aller à l’université, prenant la suite de ses frères. Sa sœur Guillermina déclare que leur père était en avance sur son temps, et a des idées ouvertes et de bonnes attentes sur les femmes.
Rebeca Uribe Bone bénéficie des cours de Joaquín Vallejo Arbeláez, ingénieur civil, homme d'affaires et écrivain qui deviendra le 12e représentant permanent de la Colombie auprès des Nations unies. Elle suit également des cours de culture générale et des cours de formation à l'enseignement. Une bonne partie de ses camarades de classe se mettront à enseigner à leur tour.
Le 19 octobre 1945, Rebeca Uribe Bone obtient le diplôme d'ingénieur de l'université pontificale bolivarienne (alors appelée l'université catholique bolivarienne) de Medellin, précisément un diplôme d'ingénieur chimiste industriel.

### Carrière, création d'entreprise
En tant que nouvelle ingénieure diplômée, elle commence à travailler à la brasserie Bavaria, au département qualité,. Elle reçoit peu après la nationalité colombienne.
Rebeca Uribe Bone épouse le fils d'un ami de son père, qu'elle a rencontré pendant ses études. Ils s'installent à Calin, où ils fondent une entreprise et son usine ; ils ont un fils. Ils déménagent à Bilbao en Espagne dans les années 1980.
Rebeca Uribe Bone continue à travailler jusqu'à un âge avancé. Elle a l'habitude de se promener quotidiennement seule dans les rues du quartier, mais elle est renversée dans un accident de vélo à l'âge de 95 ans ; elle meurt le 8 mai 2017, à presque cent ans, à Bilbao.

## Postérité
Un prix porte son nom, le Prix Rebeca Uribe Bone, décerné par le Consejo Profesional de Ingeniería Química de Colombia (Conseil professionnel de l'ingénierie chimique de Colombie) pour les meilleurs travaux en ingénierie chimique élaborés par une femme ou un groupe de femmes.